# Жан Бреасон
Жан Бреасон (фр.Jean Bréasson) е френски архитект от края на ХІХ и началото на ХХ век  и автор на множество проекти и реализации на обществени сгради. В 1907 г. печели конкурса за създаване сградата на Ректората на Софийския университет. 
Бреасон започва образованието си в Школата по изящни изкуства в родния си град Лион (École des Beaux-arts de Lyon) в годините 1863/66, и продължава да учи в Париж при Жан-Луи Паскал и Шарл Кестел от 1869 до 1875 г. Състудент е с архитекта Анри-Пол Нено (Nénot), с когото по-късно си сътрудничи в проекта за нова сграда на Сорбоната
Автор на проектите на много обществени сгради във Франция, предимно кметства, сред които и това на Ньой сюр Сен, в която сграда е подписан Ньойския договор. Бреасон участва успешно и в международни конкурси , в. т.ч. и два обявени в България. В 1907 г. неговият проект за сграда на Ректората на Софийски университет е първи, а в 1912 г. печели откупка в конкурса за Съдебна палата в София.  Бреасон работи по проекта за университетската сграда в годините преди войната, но реализацията е осуетена и впоследствие поверена на българския архитект Йордан Миланов. След оплакване и скандал, постоянният съд за международно правосъдие (Световния съд към ОН) в Хага присъжда обезщетение на Бреасон. 
- Кметство Ньой сюр Сен
- Кметство Пантен
- Кметство Шато Тиери